# Macrokangacris luteoarmilla
Macrokangacris luteoarmilla är en insektsart som beskrevs av Yin, X.-c. 1983. Macrokangacris luteoarmilla ingår i släktet Macrokangacris och familjen gräshoppor. Inga underarter finns listade i Catalogue of Life.